# Гринцвейг, Эмиль
Эмиль Гринцвейг (1 декабря 1947 Клуж, Румыния — 10 февраля 1983, Иерусалим, Израиль) был израильским школьным учителем и антивоенным активистом. 10 февраля 1983 года погиб в результате взрыва гранаты, брошенной правым израильским террористом в демонстрацию протеста, организованную израильским движением «Мир Сейчас» («Шалом Ахшав»).

## Биография
Эмиль Гринцвейг родился в городе Клуж-Напока в Трансильвании, Румыния. Его мать, Ольга, выжила после заключения в лагере смерти Аушвиц. Из Румынии семья сперва переехала во Францию, затем в Бразилию, а в последующем иммигрировала в Израиль. Отец Эмиля, Элиазар умер во Франции в 1963 году. В Израиле Ольга и два её сына поселились в Хайфе. После окончания школы Эмиль служил в израильской армии в бригаде Нахаль в кибуце Ревивим в Негеве. Принимал участие в Шестидневной войне в качестве десантника. В качестве офицера резервиста принимал участие в Войне на Истощение, Войне судного Дня и Первой ливанской Войне в 1982 году.
После службы в армии он поселился в кибуце Ревивим, где работал в сельском хозяйстве. Изучал математику и философию в Еврейском Университете в Иерусалиме. Преподавал математику в старших классах в школе Маале Бессор в кибуце Маген. Принимал участие во многих образовательных проектах, например, в проведении ролевых игр для учащихся, посвящённых арабо-израильскому конфликту, рабочим взаимоотношениям и взаимоотношениям между религиозными культами и государством.
В последующем он переехал в Иерусалим, где продолжал обучение в Еврейском Университете на вторую степень, и изучал историю, философию и социологию, и работал в социологических проектах в иерусалимском институте Ван Леер (Van Leer). В рамках этой работы он организовал летние лагеря для арабской и еврейской молодёжи, целью которых было улучшение взаимопонимания между ними.

## Убийство
В сентябре 1982 года, в ходе Первой ливано-израильской войны в ливанских лагерях палестинских беженцев Сабре и Шатилле произошла резня, совершённая ливанскими фалангистами, союзниками израильтян. Под действием израильского и международного общественного мнения, правительство Бегина сформировало государственную Комиссию под председательством судьи Кахана, которая должна была изучить произошедшее в Сабре и Шатилле и назвать ответственных.
В отчёте комиссия возлагала косвенную вину за резню на Менахема Бегина, Ариэля Шарона и других лиц в правительстве и армии. 10 февраля 1983 года движение «Шалом Ахшав» организовало перед резиденцией М. Бегина в Иерусалиме демонстрацию с требованием признать выводы комиссии.
Левый американский публицист Ноам Хомский пишет, что эта демонстрация была встречена группой ультраправых активистов, которые выкрикивали лозунги «Бегин, царь израильский!», «Арик Шарон — царь израильский» и т. п. Они напали на демонстрантов «Шалом Ахшав». По сообщению газеты New York Times, перед терактом толпа правых активистов, состоящих в основном из евреев-сефардов, оскорбляла и травила участников демонстрации «Шалом Ахшав», выкрикивая лозунги вроде «Зря вас спасли от Гитлера в 1945 году» и «Вы арабские женщины, вам нужно было бы быть в Сабре и Шатилле! Они могли бы лучше вас там убить!».
В ходе этого противостояния, ультраправый террорист Йона Аврушми бросил гранату в группу антивоенных демонстрантов. В результате взрыва гранаты Гринцвейг был убит, а ещё 9 человек ранено. Среди раненых был будущий Председатель Кнессета Авраам Бург.
На похороны Эмиля Гринцвейга собрались тысячи человек со всего Израиля.

## Суд
В 1984 году Йона Аврушми был приговорён израильским судом за убийство к пожизненному заключению. Однако в 1995 году президент Эзер Вейцман сократил ему срок заключения до 27 лет. В 2002 году иерусалимский суд отклонил ходатайство государства о досрочном освобождении Аврушми. В 2011 году Аврушми вышел на свободу.

## Память
Израильская Ассоциация за Права человека ежегодно присваивает премию имени Эмиля Гринцвейга за особые достижения в борьбе за права человека.